# Берилізація
Берилізація (англ. beryllization) — насичення поверхневого шару металевих виробів берилієм.

## Ефект від берилізації
В результаті берилізації підвищується твердість сталі, жаростійкість при 800–1100 °С і корозійна стійкість.
Крім того, насичення поверхні виробів з жароміцних сплавів берилієм виконують головним чином для захисту від окиснення при температурах до 1100 °C

## Технологія
Берилізацію проводять в порошкоподібних сумішах або в газових середовищах. Берилізацію зазвичай проводять у сумішах, що містять 60–70 % Be або фероберилію, 29-30 % AlO3 i 1 % NH4Cl при 950–100 °С. Для берилізації можна використати суміш 50 % ВеО + 48 % Mg + 2 % NH4Cl.
В залежності від вмісту в сталі вуглецю поверхнева зона насичення Be містить з ВеС, бериліди заліза (FeBe, FeBe2) або їх суміші.

## Використання
Високі теплофізичні характеристики берилідних шарів дозволяють використовувати берилізацію для захисту виробів від впливу металевих розплавів, наприклад, для захисту деталей з нержавіючої сталі 10Х18Н9Т у потоці розплаву літію, деталей з чавуну та сталі у розплавленому алюмінію. Берилізації часто піддають турбінні лопатки із жароміцних сплавів, кокілі і деталі ливарних форм для лиття алюмінієвих сплавів, гребні гвинти суден, сопла реактивних двигунів тощо.